# Parectropis luridata
Parectropis luridata là một loài bướm đêm trong họ Geometridae.